# Stepnogorsk
Stepnogorsk (tiếng Kazakh: Степногорск) là một thị xã ở tỉnh Akmola, Kazakhstan. Thị trấn này được thành lập năm 1959, và đã thành thị xã từ năm 1964. Thị xã Stepnogorsk nằm cách thủ đô Astana 200 km về phía tây bắc. Ban đầu, nó được thành lập làm một thị trấn bí mật với mật mã Tselinograd-25 (tiếng Nga: Целиноград-25), Makinsk-2 (tiếng Nga: Макинск-2). Đây là nơi có ngàn hóa học sinh học và hạt nhân. Dân số Stepnogorsk năm 1999 là 50.900.